# Jorge Liberato Urosa Savino
Jorge Liberato Urosa Savino (Caracas, 28 de agosto de 1942-id. 23 de septiembre de 2021) fue cardenal católico venezolano, que se desempeñó como arzobispo de Caracas entre 2005 y 2018.

## Biografía

### Primeros años y formación
Jorge nació en Caracas el 28 de agosto de 1942 hijo de Luis Manuel Urosa Joud y Ligia Savino de Urosa. Cursó estudios en el Colegio La Salle y asistió como feligrés a la Santísima Iglesia Parroquial de "San José" de Caracas. 
Estudió Filosofía en el Seminario Santa Rosa de Lima de Caracas y Teología en el Seminario de San Agustín de Toronto (Canadá), donde obtuvo el título de grado (denominado Baccalaureatus en las universidades eclesiásticas) en Sagrada Teología. Posteriormente fue enviado a continuar sus estudios en la Pontificia Universidad Gregoriana de Roma, donde obtuvo los títulos de máster (denominado Licentia en las universidades eclesiásticas) y doctorado (en 1971) en Sagrada Teología.  
Durante su estancia de estudio en Roma (1965-1971) residió en el Pontificio Colegio Pío Latino Americano.  

### Sacerdote
Fue ordenado sacerdote por el cardenal José Quintero Parra el 15 de agosto de 1967. 
Durante su presbiterado desempeñó los siguientes ministerios:
- Rector y profesor en el seminario de San José en Caracas
- Rector del Seminario Interdiocesano de Caracas.
- Vicario general de la arquidiócesis de Caracas
- Presidente de la Organización de Seminarios Latinoamericanos.
- Fundó un vicariato parroquial en una zona popular de Caracas.

## Episcopado

### Obispo auxiliar de Caracas
El 6 de julio de 1982, Urosa fue designado obispo auxiliar de Caracas y obispo titular de la Dioecesis Vegeselitana in Byzacena por el papa Juan Pablo II.
Recibió su consagración episcopal el 22 de septiembre de 1982 en la Catedral de Caracas
- Consagrante principal:

Mons. José Alí Lebrún Moratinos. Arzobispo de Caracas. 
- Concelebrantes asistentes:
  - Mons. Domingo Roa Pérez. Arzobispo de Maracaibo.
  - Mons.  Miguel Antonio Salas Salas. Arzobispo de Mérida (Venezuela).

### Arzobispo de Valencia
El 17 de marzo de 1990, el Papa Juan Pablo II lo nombró II arzobispo metropolitano de la arquidiócesis de Valencia en Venezuela.
Sucedió al Excmo. Mons. Luis Eduardo Henríquez Jiménez.
Tomó posesión canónica como arzobispo de Valencia en Venezuela, el 25 de mayo de 1990, en una ceremonia realizada en la Catedral Basílica de Nuestra Señora del Socorro (Valencia), en medio del regocijo popular.
Como arzobispo de Valencia promovió la erección de la diócesis de Puerto Cabello. Por eso, contando con el apoyo de S. E. Mons. Nelson Martínez, obispo auxiliar de la arquidiócesis de Valencia en Venezuela y vicario episcopal para Puerto Cabello, comenzó a pensar en la conveniencia, necesidad y posibilidad de la creación de esa sede episcopal.
Una vez que realizó los estudios y las consultas necesarias, previa la aprobación de la Conferencia Episcopal Venezolana en enero de 1994, presentó ante el Papa, la erección de la diócesis de Puerto Cabello. El Papa Juan Pablo II la aprobó y emitió el correspondiente decreto fechado el 5 de julio de 1994, quien el mismo día nombró al Rev. P. Ramón Antonio Linares Sandoval como su primer obispo diocesano.
Una de sus prioridades como Arzobispo de Valencia fue precisamente fomentar las vocaciones al sacerdocio y la vida consagrada, y fortalecer el seminario

### Arzobispo de Caracas
El 19 de septiembre de 2005, el Papa Benedicto XVI lo nombró XV arzobispo metropolitano de la arquidiócesis de Caracas, tras dos años vacante por el fallecimiento del cardenal Antonio Ignacio Velasco García.

### Renuncia
Al cumplir los 75 años de edad, el 28 de agosto de 2017, presentó su renuncia, de conformidad con el canon 401.1 del Código de Derecho Canónico. Tal renuncia fue aceptada el 9 de julio de 2018, al mismo tiempo que el papa Francisco nombraba como administrador apostólico de la arquidiócesis de Caracas al cardenal Baltazar Enrique Porras Cardozo, arzobispo de Mérida (Venezuela).

## Cardenalato
El 24 de marzo de 2006, en el primer Consistorio de su papado, Benedicto XVI lo instituyó en la dignidad de cardenal en una ceremonia en la Ciudad del Vaticano en donde otros 14 obispos ingresaron al Colegio cardenalicio. Fue el quinto obispo venezolano en haber sido proclamado cardenal. Participó en el Cónclave de 2013 en el cual fue elegido el papa Francisco.

## Fallecimiento
Luego de varias semanas hospitalizado por haber contraido el COVID-19, falleció en la ciudad de Caracas el 23 de septiembre de 2021. Su cuerpo descansa en el Panteón Arzobispal de la Catedral metropolitana de Santa Ana.

## Posiciones

### XIV Asamblea General Ordinaria del sínodo de obispos
En octubre de 2015, se difundió una carta firmada por él y otros 12 cardenales en la que denunciaban la metodología empleada en el Sínodo convocado por el Papa Francisco. Los otros cardenales eran: Gerhard L. Müller (Alemania), Thomas C. Collins (Canadá), Timothy M. Dolan (Estados Unidos), Willem J. Eijk (Países Bajos), Péter Erdõ (Hungría), Wilfrid Fox Napier (Sudáfrica), George Pell (Australia), Mauro Piacenza (Italia), Robert Sarah (Guinea-Conakri), Carlo Caffarra (Italia), Angelo Scola (Italia) y  André Vingt-Trois (Francia). Más tarde, los cardenales Angelo Scola y André Vingt-Trois se desmarcaron de la carta diciendo que nunca la habían firmado.Lo mismo dijeron aun más tarde los cardenales Péter Erdõ y Mauro Piacenza, por lo que el número de los firmantes se redujo a nueve. Posteriormente se supo que hubo una confusión y que los otros cuatro firmantes fueron los cardenales Daniel N. DiNardo (Estados Unidos), John Njue (Kenia), Norberto Rivera Carrera (México) y Elio Sgreccia (Italia).

## Reconocimientos
- Doctorado honoris causa por la Universidad Teológica del Centro (2007).

## Escritos
- El progreso y el Reino de Dios en la obra de Teilhard de Chardin (1974). Fue su tesis doctoral.
- La Venezuela del futuro: un reto a la Iglesia (1978).
- Jesucristo: Camino, Verdad y Vida (1993).
- Jesucristo. Luz del mundo (2020).